# Nikosthenes-Maler

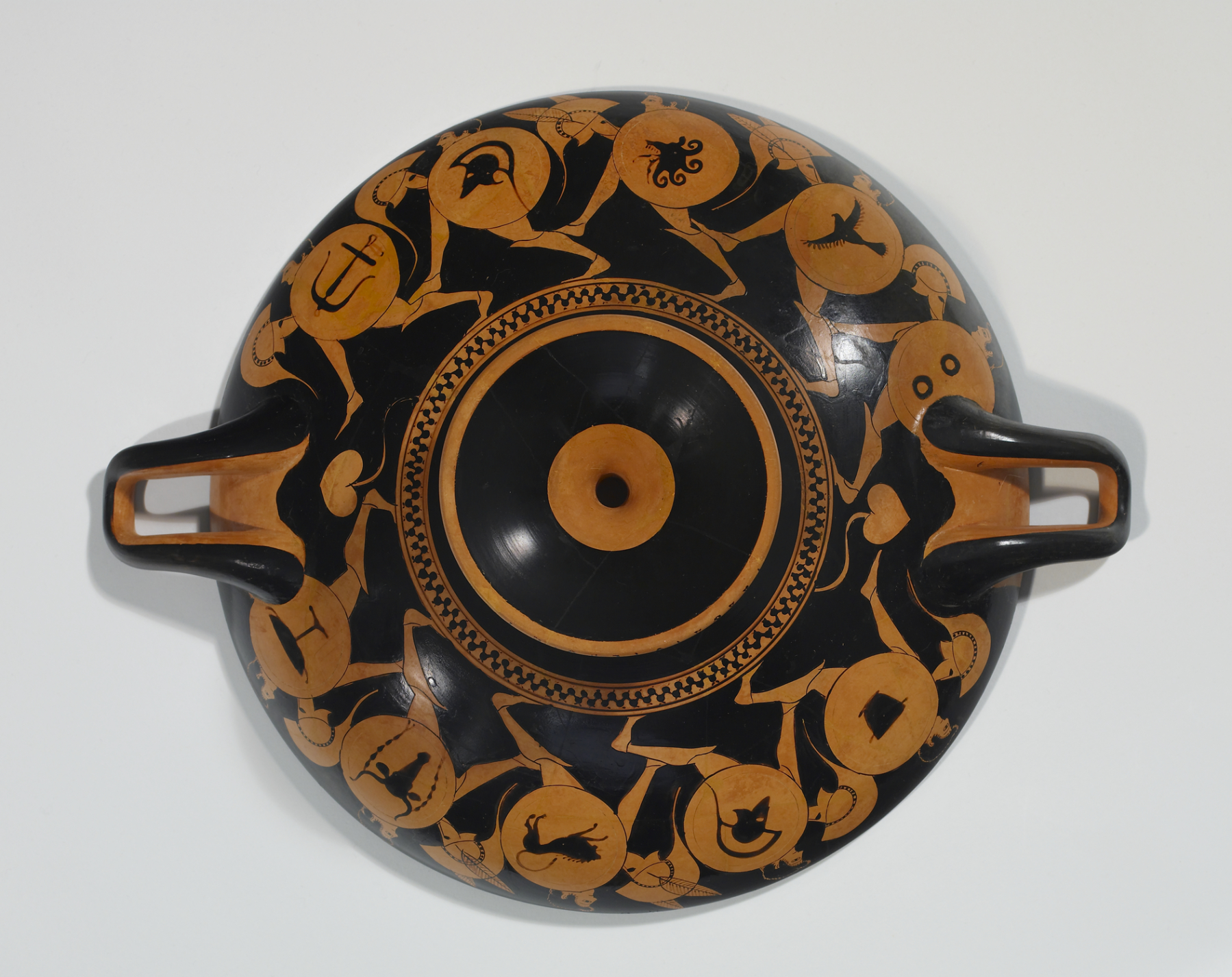
Zehn gerüstete Hopliten beim Waffenlauf; von Pamphaios signierte Typ-B-Schale im Walters Art Museum, um 500 v. Chr.

Der Nikosthenes-Maler war ein griechischer Vasenmaler, der gegen Ende des 6. Jahrhunderts v. Chr. in Athen tätig war.
Der Nikosthenes-Maler gehörte zu den relativ frühen rotfigurigen Schalenmalern. Seine Schaffenszeit wird etwa in den Zeitraum 510 bis 500 v. Chr., möglicherweise auch etwas eher, angesetzt. Er war recht produktiv, ihm wird heute eine dreistellige Zahl an Vasen und Vasenfragmenten zugewiesen. Der Nikosthenes-Maler arbeitete in der bedeutenden Nikosthenes/Pamphaios-Werkstatt, in der der innovative Töpfer Nikosthenes diverse Entwicklungen und Neuerungen bei den Keramikern des Kerameikos initiierte und später vom ebenfalls sehr fähigen, aber bei weitem nicht so innovativen Pamphaios abgelöst wurde. Der Name des Vasenmalers ist nicht überliefert, weshalb John D. Beazley ihn mit einem Notnamen unterscheidbar gemacht hat. Da auch darüber hinaus keine Informationen zu ihm bekannt sind, führten allein stilistische Untersuchungen zum Erkennen einer Vasenmaler-Persönlichkeit hinter den Einzelwerken. Wie schon die schwarzfigurigen Vasenmaler Maler N und BMN-Maler wurde er nach dem Töpfer Nikosthenes benannt, der drei vom Nikosthenes-Maler verzierte Vasen, seine Namenvasen, signiert hatte. Er verzierte jedoch weitaus häufiger Werke des Pamphaios.

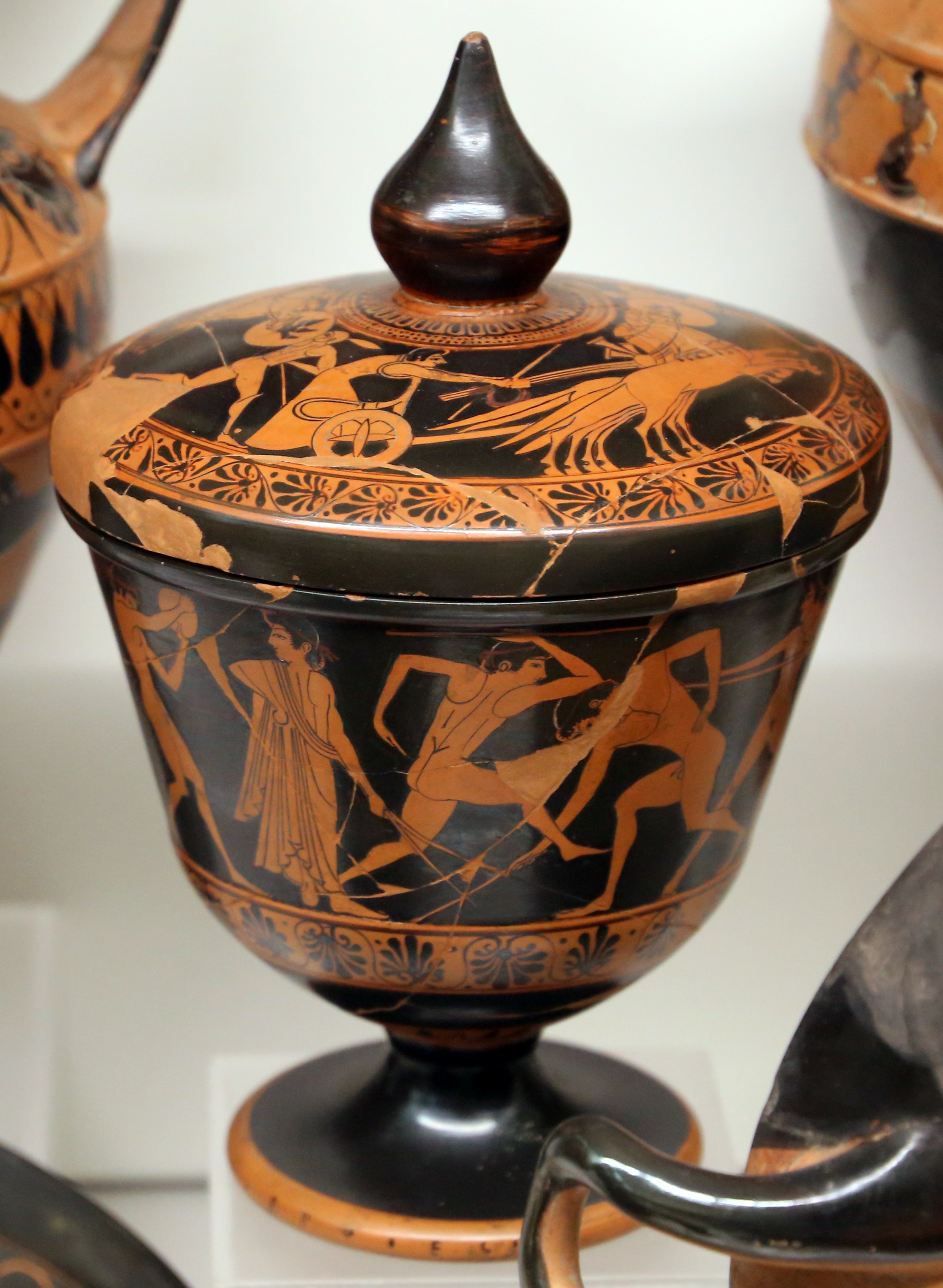
Nikosthenische Pyxis im Museo Nazionale Etrusco di Villa Giulia: Wagenlenker auf dem Deckel und Sportler auf dem Körper; um 520 v. Chr.

Der Nikosthenes-Maler verzierte zuallererst Schalen, insbesondere Standard-Augenschalen sowie Palmetten-Augenschalen. Anders als früher anzusetzende Schalenmaler, etwa Oltos und Pheidippos oder der Bowdoin-Augen-Maler, verzierte er seine Werke ausschließlich im rotfigurigen Stil und nicht bilingual, also auch schwarzfigurig. Neben Schalen, die er auch mit Friesen statt mit den Kompositionen der Augenschalen bemalte, sowie Schalen des Typus B wurden ihm auch andere Formen zugeschrieben, etwa ungewöhnlich geformte Kantharoi oder jeweils eine einmalige „Nikosthenische rotfigurige Pyxis“ und eine Ausgussschale mit einem Sieb vor der Tülle. Der Nikosthenes-Maler war ein altmodischer Maler, der in seiner Arbeitsweise noch stark den darstellerischen Konventionen des schwarzfigurigen Stils verhaftet war. Auch die Nebenornamente entsprachen noch weitestgehend den alten Konventionen. Seine Figuren wirken schwer und häufig schlecht proportioniert, sein Stil ist recht lebhaft und seine  Bildthemen sind oft einfallsreich und nicht selten derb-sexuell konnotiert. Noch häufiger zeigte er allerdings Szenen aus dem idealtypischen Leben der griechischen Oberschicht: Krieger, Athleten und dionysische Themen. Seltener sind Darstellungen mit mythologischem Bezug. In seinen besten Werken erreicht er die qualitativ besseren Werke seiner Zeitgenossen.
In der Forschung wurde auch ein Umkreis des Nikosthenes-Malers erkannt, dessen Werke nicht von ihm selbst gemalt wurden, aber seine Arbeitsweise erkennen lassen. Er hatte großen Einfluss auf den Maler von Neapel RC 132.